# 上原寿宰
上原 寿宰（うえはら としゆき、1941年6月3日 - ）は、日本の実業家。全国共済農業協同組合連合会代表理事理事長。

## 人物・経歴
1941年、長野県出身。明治大学法学部卒業。
1962年、全国共済農業協同組合連合会入会。推進部（近畿地区）部長、自動車部長、総務部長、総合企画部長などを歴任。
1996年、参事。1999年、常務理事。2005年、代表理事理事長に就任。